# Kolonel
Non Plus Ultra (2 Punkt)
Microscopique (2,5 Punkt)
Brilliant (3 Punkt)
Diamant (4 Punkt)
Perl (5 Punkt)
Nonpareille (6 Punkt)
Insertio (6,5 Punkt)
Kolonel (7 Punkt)
Petit (8 Punkt)
Borgis (9 Punkt)
Korpus (10 Punkt)
Rheinländer (11 Punkt)
Cicero (12 Punkt)
Mittel (14 Punkt)
Tertia (16 Punkt)
Paragon (18 Punkt)
Text (20 Punkt)
Kanon (36 Punkt)
Konkordanz (48 Punkt)
Sabon (60 Punkt)
Die Kolonel oder Mignon ist ein seltenerer Schriftgrad im Bleisatz mit einer Kegelhöhe von sieben Didot-Punkten, das entspricht 2,632 mm. Die Entsprechung in sieben DTP-Punkten misst 2,469 mm.
Der Name Kolonel, in älteren Quellen auch Colonel, bedeutet wörtlich Säulchen (kleine Säule). Mignon war der ursprüngliche Name dieses Schriftgrades, er bedeutet „Liebling“. Erste Verwendung fand sie im 18. Jahrhundert, sie wurde vorwiegend im Inseraten- und Werksatz verwendet.
Schriftmaße haben in vielen europäischen Ländern andere Namen oder gleiche Namen bezeichnen unterschiedliche Kegelhöhen. Schriften dieser Größe heißen in Frankreich Mignone, in Holland Kolonel, in England Minion, in Spanien Miñona oder Glosilla und in Italien Mignona.